# Max (roman)
Max est un roman jeunesse de Sarah Cohen-Scali paru en 2012 chez Gallimard Jeunesse, à Paris, en France, dans la collection Scripto. Il est conseillé de lecture à partir de 15 ans. Il relate l'histoire d'un enfant endoctriné par le régime nazi et les événements auxquels il est confronté lors de la Seconde Guerre mondiale.

## Résumé
Ce roman suit l’histoire de Max (appelé Konrad dans la narration), un enfant né en 1936 et issu du programme nazi Lebensborn. Ce programme, présidé par le chef suprême des SS Heinrich Himmler, avait pour objectif de créer une race aryenne pure et dominante à l'image de la société hitlérienne de l'époque. Dans ce contexte, Max est le fruit d'une relation forcée entre un homme et une femme sélectionnés par le Reich. Il est donc conditionné afin de devenir le parfait prototype de l’enfant aryen, et ce depuis sa création. En effet, on suit le personnage de l’embryon jusqu’à l’adolescence, tout au long d'une vie mouvementée par les évènements de la Seconde Guerre Mondiale. Complètement endoctriné, il se comporte comme un parfait produit nazi. Lors de ses péripéties, il rencontre un enfant juif du nom de Lukas, dont l’amitié le force à remettre en question le système dans lequel il a grandi. Alors même que le personnage de Max paraissait détestable, on lui découvre une certaine humanité au fil de l’histoire.
Mis au monde dans un but précis, à savoir l’avènement de la race aryenne, Max semble avoir un destin tout tracé. Mais les aléas de la guerre vont transformer le personnage au plus profond de son être. C’est surtout la relation, presque fraternelle, qu’il entretient avec l’enfant juif Lukas, pourtant son parfait opposé dans ce conflit, qui le bouleverse. Cela permet notamment à l'auteur de mettre en lumière le thème de la liberté de conscience lorsqu'on est éduqué dans un système aux convictions idéologiques dominantes et cruelles.

## Style d'écriture
Les premiers chapitres peuvent perturber le lecteur puisque le roman est marqué par un style d’écriture cru et agressif, à l’image de la personnalité de ce jeune enfant nazi conçu dans la négation de tout type de sentiment, comme l’amour ou la compassion. C’est en effet lui le narrateur, pourtant encore dans le ventre de sa mère dès les premières pages du livre. Arrogant, ce bébé n'hésite pas à cracher sa haine envers ceux qu'il perçoit comme des êtres inférieurs.
La froideur de ce récit qui déstabilise le lecteur laisse pourtant place à la tendresse d'une histoire d'amitié fraternelle entre deux enfants que tout oppose. Le roman de Sarah Cohen-Scali, au-delà de sa dimension historique, présente un récit évolutif qui plonge le lecteur dans une sorte de brouillard émotionnel, coincé entre la haine justifiée que l'on pourrait avoir pour le personnage principal et l'attachement qu'on lui porte. Malgré les atrocités commises par le régime nazi et la volonté de Konrad (Max) de satisfaire ce pour quoi il a été créé, on ne peut s’empêcher de l'apprécier et de soutenir ses décisions. Le style d'écriture de Sarah Cohen-Scali ne manque d'ailleurs pas d’humour et de dérision, ce qui rend le personnage de Max, pourtant complètement endoctriné, amusant. le roman est aussi marqué par une recherche historique, particulièrement bien documentée, qui permet au lecteur de se plonger dans l'univers de la Seconde Guerre mondiale. Raconter l'histoire du point de vue de Max rapproche le protagoniste du lecteur.
Dans cette continuité, l’auteure publie Orphelin 88 en 2018, un livre qui lui aussi narre le destin difficile des enfants lors de la Seconde Guerre mondiale. Celui-ci, cependant, se concentre sur l’après-guerre. En 2019, elle publie également Août 61, un roman dédié au sort des orphelins ayant émigré dans divers pays ; une partie de l'intrigue est consacrée à la construction du mur de Berlin.

## Thèmes abordés
- L'époque hitlérienne[1]
- Le mode de pensée nazi[1]
- Le projet Lebensborn
- L'enfance lors de la Seconde Guerre mondiale
- La fraternité entre ennemis
- Les conditions de vie à Berlin pendant la seconde guerre mondiale

## Traduction
Max a été traduit en anglais par la traductrice Penny Hueston.

## Récompenses
Pour son best seller, Sarah Cohen-Scali obtient un total de quatorze prix littéraires.
Elle est lauréate du prix Sorcières 2013 dans la catégorie ado. Elle gagne aussi le prix jeunesse des librairies du Québec dans le cadre du Festival international de la littérature.
Elle est aussi invitée dans de nombreux établissements pour présenter son œuvre et répondre aux questions des élèves .